# Model osebnosti HEXACO
HEXACO model osebnosti je svoje ime dobil po začetnicah šestih dimenzij, ki ga sestavljajo, in sicer: H – poštenost-ponižnost (angl. Honesty-humility), E – emocionalnost (angl. Emotionality), X – ekstravertnost (angl. eXtraversion), A – sprejemljivost proti jezi (angl. Agreeableness versus anger), C – vestnost (angl. Conscientiousness) in O – odprtost za izkušnje (angl. Openness to experience). Poleg tega se v imenu odraža tudi število dimenzij, ki model sestavljajo, saj beseda “hexa” v grščini pomeni šest (Ashton in Lee, 2007).
Tri dimenzije izmed šestih, ki sestavljajo HEXACO model, so dokaj podobne dimenzijam Velikih pet,  povezava ostalih treh dimenzij  s preostalima dimenzijama modela Velikih pet pa je malce bolj kompleksna (Ashton in Lee, 2007). 
Tri dimenzije, ki so podobne dimenzijam Velikih pet v  HEXACO modelu so Ekstravertnost, Vestnost in Odprtost za izkušnje. Četrta dimenzija spominja na (nizko) Emocionalno stabilnost iz modela Velikih pet, ampak izključuje jezo, ki jo (nizka) emocionalna stabilnost vključuje, po drugi strani pa vključuje sentimentalnost, ki pa je pri modelu Velikih pet sicer del Sprejemljivosti (Saucier in Goldberg, 1996 v: Ashton in Lee, 2007). Ashton, Lee in Perugini (2004 v: Ashton in Lee) so to dimenzijo poimenovali Emocionalnost, ime nima toliko slabšalnega prizvoka kot Emocionalna nestabilnost ali Nevroticizem.
Peta dimenzija spominja na dimenzijo Sprejemljivosti modela Velikih pet, ampak nasprotno kot Emocionalnost izključuje sentimentalnost in vključuje (pomanjkanje) jeze. Ta dimenzija se po mnenju avtorjev še bolj upravičeno imenuje Sprejemljivost kot dimenzija v modelu Velikih pet (Ashton in Lee, 2007). Da se jo lažje ločuje od Sprejemljivosti modela Velikih pet, jo označujejo kot Sprejemljivosti (nasproti jezi) (Ashton in Lee, 2007). 
Za dimenzijo, ki ostane, so Ashton, Lee in Perugini (2004 v: Ashton in Lee, 2007) predlagali ime Iskrenost-Ponižnost (»Honesty-Humility«), saj le-to zajema večino vsebine, ki je bila pripisana tej dimenziji v različnih leksičnih študijah. Dimenzija Iskrenost-Ponižnost odraža individualne razlike v posameznikovih težnjah k poštenosti, pravičnosti in skromnosti nasproti neiskrenosti, lakomnosti in hvalisavosti (De Vries, De Vries, A., De Hoogh in Feij, 2009). Dodatek te šeste dimenzije se je izkazal kot posebno pomemben, saj so odkrili, da pojasni velik del variance pri pomembnih patoloških in delinkvnetnih vedenjih, ki ga petfaktorski model ne more pojasniti (Lee, Ashton in De Vries, 2005 v: De Vries in van Kampen, 2010).
Prav oblikovanje zadnjih treh dimenzij, torej Emocionalnosti, Sprejemljivosti (nasproti jezi) ter Iskrenosti/Ponižnosti, pripomore k razlikovanju šest faktorske strukture novega modela osebnosti od modela Velikih pet (Ashton in Lee, 2007). 
Prednost HEXACO modela osebnosti je vsekakor njegova izpeljava iz številnih, ponavljajočih se medkulturnih ugotovitev, osnovanih na analizah nizov spremenljivk, ki se pojavljajo v vseh kulturah in  dobro predstavljajo osebnostno strukturo (Ashton in Lee, 2007). Druga prednost modela je tudi v njegovi teoretični interpretativnosti, (na primer z vidika teoretične biologije in evolucijske psihologije) ki prispeva k razlaganju in napovedovanju pomembnih osebnostnih fenomenov, ki jih z uporabo drugih modelov osebnosti ne bi mogli razumeti (Ashton in Lee, 2007).
Pred kratkim sta Lee in Ashton (2004 v: Ashton in Lee, 2007) na podlagi HEXACO modela oblikovala vprašalnik osebnosti, z imenom HEXACO Personality Inventory oziroma na kratko HEXACO-PI. Iz faktorja Odprtost za izkušnje sta namenoma izključila vse lastnosti, ki se nanašajo na intelektualne sposobnosti. To sta storila zaradi mnenja, da domena osebnosti vključuje tipične vedenjske tendence in ne zmožnosti. Intelektualna orientacija je del osebnostne strukture, medtem ko intelektualne zmogljivosti niso (Ashton in Lee, 2007). HEXACO-PI ima zadovoljivo konsistentnost, zanesljivost, interkoreliranost in strukturo faktorjev. Zanesljivost se v različnih študijah giblje od 0,79 do 0,86 (Ashton idr., 2006). Vprašalnik osebnosti HEXACO-PI-R je na voljo v dveh različicah, in sicer v krajši, s 60 postavkami in v daljši, s 100 postavkami. Za obe je na voljo oblika za samoocenjevanje in oblika, ki jo za ciljno osebo izpolni zunanji opazovalec. Krajša različica se rešuje približno 12 minut, daljša pa 20. Vprašalnik je preveden v pet jezikov, poleg angleške obstajajo tudi nizozemska, francoska, nemška, korejska in italijanska oblika (Lee in Ashton, 2004).

## Uvod
Leksične študije temeljijo na hipotezi, da najpomembnejše osebnostne dimenzije v neki kulturi predstavljajo posamezni izrazi v jeziku te kulture, in tako preko leksičnih študij avtorji stremijo k identifikaciji glavnih dimenzij osebnosti z uporabo faktorske analize na obsežnem naboru pridevnikov, ki označujejo osebnostne značilnosti .
Do danes je bilo izvedenih veliko leksičnih študij v različnih jezikih, preko katerih so avtorji našli nekaj dimenzij, ki se skladajo med različnimi državami. V desetih neodvisnih študijah so potrdili štiri robustne faktorje: surgentnost ali energija ali ekstravertnost (angleško surgency), sprejemljivost (angleško agreeableness), vestnost (angleško conscientiousness) in emocionalna stabilnost (angleško emotional stability), kot jih poznamo že iz velikih pet faktorjev osebnosti. Dva dodatna faktorja, intelekt/domišljija (angleško intellect/imagination) kot v velikih petih, ter nov faktor poštenosti (angleško honesty), sta manj pomembna kot prvi štirje, saj sta se med študijami manjkrat ponovila .
Vendar pa se faktor poštenosti vseeno impresivno ponavlja v več leksičnih študijah. V sedmih neodvisnih raziskavah v šestih jezikih se je ta faktor pokazal v zelo podobni obliki , , vsaj v dveh jezikih ga pa niso našli, in sicer v angleščini (Saucier in Goldberg, 1996b  in češčini (Hrebickova, 1995; ). In čeprav bi ponovljivost faktorjev intelekt/domišljija in poštenost med različnimi študijami lahko bila višja, in da se kot velike dimenzije osebnosti potrjujejo samo prvi štirje faktorji, se Ashton in Lee  vseeno strinjata, da bi model šestih faktorjev osebnosti bolj verjetno zagotovil bolj ustrezno opisno taksonomijo osebnostnih potez, saj je ponovljivost teh dveh faktorjev vseeno dokaj visoka  - vsaj 70 odstotkov študij je ta dva faktorja namreč potrdilo. Poleg tega pa bi, če bi upoštevali le štiri-faktorsko strukturo osebnosti, lahko izpustili nekaj pomembnih aspektov osebnostne variabilnosti. Avtorja predlagata, da gre pri šest dimenzionalnem modelu osebnosti za najbolj celovito in ekonomično opisno taksonomijo človekove osebnosti na nadrednem nivoju, kjer so osi tega prostora variante naslednjih faktorjev: surgentnost, sprejemljivost, vestnost, emocionalna stabilnost, intelekt/domišljija in poštenost. Študije, ki sta jih pregledala Ashton in Lee so pokazale variante teh šestih faktorjev, brez da bi se pokazal še kakšen pomemben dodaten faktor 

## Šest-faktorske strukture osebnosti
Ashton in sodelavci (2004; v Saucier idr., 2005 ) so izpostavili dejstvo, da so v večini leksičnih študij, ki so jih pregledali, šest-faktorske rešitve pokazale konsistenten vzorec: faktorja vestnost in intelekt sta nekoliko drugačna kot v modelu velikih pet, ekstravertnost je nadomeščena s faktorjem, ki poudarja sociabilnost (angleško sociability), faktor sprejemljivosti je nadomeščen z varianto, ki poudarja dobrosrčnost proti razdražljivosti (angleško good-naturedness versus irritability), emocionalna stabilnost pa je nadomeščena s faktorjem, ki poudarja samozavest in »žilavost« proti emocionalni ranljivosti (angleško self-confidence and thoughness versus emotional vulnerability). Šesti faktor vključuje poštenost in ponižnost, skromnost (angleško humility) na eni strani in zvijačnost in egotizem (angleško deceit and egotism) na drugi strani.
Ashton in Lee  opozarjata, da nekatere leksične študije niso sledile klasični leksični metodi, saj so vključevale bolj širok nabor pridevnikov, ki vključuje tudi različne primarno evaluativne izraze (angleško primarily evaluative terms), ki so po navadi izključeni iz standardnih leksičnih študij . V teh študijah so poleg velikih petih faktorjev pogosto našli še dva dodatna faktorja, znana kot pozitivna in negativna valenca (angleško positive and negative valence).
Na drugi strani pa Saucier  opozarja na dejstvo, da je veliko študij, ki so podprle model velikih pet in alternativni šest-faktorski model, temeljilo na relativno ozkem izboru besed oziroma pridevnikov za opis osebnosti. Sam je pregledal faktorje osebnostne strukture iz tistih študij, ki so temeljile na širšem izboru besed v sedmih jezikih (kitajščina, angleščina, filipinščina, grščina, hebrejščina, španščina in turščina). Našel je šest ponavljajočih se faktorjev, vsakega s skupno konceptualno vsebino skozi večino študij, in nakazal, da ima teh šest širokih faktorjev bistveno večjo napovedno veljavnost pomembnih kriterijskih variabel, ki presegajo velikih pet faktorjev osebnosti, glavna vira tega zvišanja pa naj bi bila faktorja prožnost (angleško resiliency) in negativna valenca, ki so jih našli nekateri avtorji.
Model šestih faktorjev osebnosti ali velikih šest (angleško big six) je bolj posplošljiv in celovit model, znotraj katerega lahko najdemo dve različici, in sicer model širokih šestih faktorjev (angleško wideband cross-language six – WCL6) in model ozkih šest faktorjev (angleško narrowband cross-language six – NCL6). Razlikujeta se predvsem glede na to, kako širok ali ozek kriterij imajo avtorji študij pri izbiri besed iz slovarja. Model širokih šest faktorjev (WCL6) temelji na širokem izboru variabel, medtem ko model ozkih šestih faktorjev (NCL6) temelji na ožjem izboru variabel. Izbor variabel prispeva k rezultatom vsake faktorske analize in lahko povzroči potencialen vir diskrepanc med študijami .
Pomembna razlika med modeli je v tem, da model velikih šest vključuje dodatno vsebino faktorja negativne valence, ki se priključi k faktorju (ne)poštenosti (angleško (dis)honesty). Čeprav obstajajo posamezni primeri (na primer filipinska in grška študija), kjer se pojavita jasno ločena faktorja negativne valence in poštenosti, je pri študijah, ki temeljijo na več vključenih deskriptorjih bolj verjetno, da se pojavi faktor negativne valence. V študijah, ki temeljijo na manj vključenih deskriptorjih, pa je bolj verjetno, da se pojavi faktor (ne)poštenosti, saj so iz izbora variabel izključeni primarni izrazi, ki sestavljajo faktor negativne valence .
Saucier  v svoji študiji nakaže tudi na to, da model ozkih šestih faktorjev (NCL6) bistveno doda k velikim petim faktorjem osebnosti s šestimi dimenzijami, za katere kaže, da so ponovljive v leksičnih študijah z ožjim izborom variabel. Predstavljamo si lahko strukturni model velikih šestih faktorjev osebnosti, za katerega kaže, da je skupen za vseh 16 leksičnih študij v 14 jezikih, ki jih je pregledal avtor, in se ne posplošuje le v tistih študijah, ki temeljijo na ozkem izboru deskriptorjev. V teh študijah se zdi, da je model velikih šestih faktorjev približno enako ponovljiv kot model velikih pet. Vendar pa je pri leksičnih študijah, ki temeljijo na širšem izboru deskriptorjev, jasno, da ima model velikih šest veliko prednost pred modelom velikih pet, saj se izkaže, da je bolj veljaven v več kulturah. Vendar pa vseeno model velikih šest ni medkulturno univerzalen. Opazi se sicer lahko nekakšen latentni vzorec, vendar posamezni faktorji med jeziki manjkajo ali pa so drugačni. Je pa res, da če iz modela velikih šest umaknemo faktor poštenosti / negativne valence, lahko za ostalih pet faktorjev ugotovimo, da so zelo blizu dejanskim faktorjem pri modelu velikih pet .

### Primeri leksičnih študij

#### Francoska leksična študija
Avtorji francoske leksične študije (Boies, Lee, Ashton, Pascal in Nicol, 2001) poročajo o šest-faktorski rešitvi, saj je študija pokazala, da je ta rešitev podobna najpogosteje ponavljani rešitvi v večini leksičnih študij, izvedenih v drugih jezikih . Štirje največji faktorji so se po varimax rotaciji zelo približali faktorjem modela velikih pet po velikosti faktorja. Ti faktorji so sprejemljivost, emocionalna stabilnost, ekstravertnost in vestnost. Peti faktor je podoben faktorju poštenosti, kot so ga našli avtorji v drugih študijah, šesti faktor pa je definiran z deksriptorji, povezanimi z domišljijo (angleško imagination), ne pa tudi z intelektom (angleško intellect). Na tem mestu bolj natančno opisujeva šest faktorjev, ki so jih našli avtorji francoske leksične študije.
Največji faktor v tem modelu je najmočneje definiran z naslednjimi besedami: topel (angleško warm), nežen (angleško gentle), prijazen (angleško friendly), prijeten (angleško nice, kind) proti žaljiv (angleško hurtful), agresiven (angleško agressive), močan (angleško tough, hard) in nesramen (angleško rude). Glede na vsebino tega faktorja avtorji predlagajo, da ta faktor predstavlja faktor sprejemljivosti (korelacija 0,80 z lestvico sprejemljivosti). Drugi največji faktor definirajo izrazi pogumen (angleško courageous), samozavesten (angleško confident),  prepričan vase (angleško assured), trden (angleško solide) proti anksiozen, tesnoben (angleško anxious), plašen (angleško fearful, timid) in krhek (angleško fragile, frail). Znotraj velikih pet je ta faktor najbližji faktorju emocionalne stabilnosti (korelacija 0,72 z lestvico emocionalne stabilnosti). Tretji faktor definirajo naslednji izrazi: zgovoren (angleško talkative), izrazen (angleško expressive), nemiren, razdražljiv (angleško restless, excitable), družaben (angleško social) proti introvertiran (angleško introverted), tih (angleško silent, quiet), miren (angleško quiet, calm) in zadržan (angleško reserved). Glede na velikih pet je ta faktor najbližje faktorju ekstravertnosti (korelacija 0,82 z lestvico ekstravertnosti). Četrti faktor definirajo naslednji izrazi: urejen (angleško tidy, orderly), discipliniran (angleško disciplined), organiziran (angleško organized), skrben (angleško diligent) proti neurejen (angleško untidy, disordery), nediscipliniran (angleško undisciplined), len (angleško lazy) in malomaren (angleško negligent). Vsebina tega faktorja je blizu vsebini dimenzije vestnost po velikih pet (korelacija 0,76 med faktorjem in lestvico vestnosti). Peti faktor je bil najmočneje definiran z naslednjimi izrazi: pristen (angleško true, genuine), iskren (angleško sicere), odkrit (angleško honest), pošten (angleško just, fair) proti nepošten (angleško dishonest), ne pristen (angleško fals, not genuine), lažniv (angleško lying, untruthful), hinavski (angleško hypocritical). Ta faktor se sklada s faktorjem poštenosti, ki so ga odkrili tudi drugi avtorji (korelacija 0,72 z lestvico poštenosti), šesti faktor pa je bil najmočneje definiran z naslednjimi izrazi: umetniški (angleško artistic), ustvarjalen (angleško creative), domiseln (angleško imaginative), iznajdljiv (angleško inventive) in originalen (angleško original) (korelacija 0,78 z lestvico domišljija/intelekt). Zanimivo je, da je imel ta faktor nizka nasičenja (vsa pod 0,25) za vse z intelektom povezane izraze, kot so npr. inteligenten (angleško intelligent), bister (angleško bright), intelektualen (angleško intellectual), kompleksen (angleško complex), radoveden (angleško  curious), globok (angleško deep) .

#### Korejska leksična študija
Hahn, Lee in Ashton (1999) so izvedli leksično študijo z namenom preveriti posplošljivost pet-faktorske strukture oziroma velikih pet v korejskem jeziku . Glede na graf lastnih vrednosti in test faktorske replikabilnosti se je za najbolj optimalno izkazala štiri-faktorska rešitev. Štirje faktorji so po varimax rotaciji pokazali močne korelacije s prvimi štirimi faktorji modela velikih pet (ekstravertnost, sprejemljivost, vestnost in emocionalna stabilnost). Preverili so tudi pet-faktorsko rešitev in po varimax rotaciji ugotovili, da so faktorji blizu klasičnim velikim petim faktorjem osebnostne strukture, z majhnimi razlikami v rotaciji faktorjev vestnosti in intelekta. Prav tako pa so preverili tudi rešitve s šestimi in sedmimi faktorji, kjer se je pokazal faktor resnicoljubnost (angleško truthfulness), podoben nekaterim prej odkritim leksičnim faktorjem.
Avtorji v članku objavljajo razlage za štiri-, pet-, šest- in sedem-faktorske rešitve, tukaj je predstavljena le šest-faktorska rešitev. V šest-faktorski rešitvi se je za pet od šestih faktorjev izkazalo, da so v bistvu enaki kot tisti v pet-faktorski rešitvi. V pet-faktorski in s tem tudi v šest-faktorski rešitvi prvi in drugi faktor predstavljata sprejemljivost in ekstravertnost kot v modelu velikih pet, četrti faktor so avtorji poimenovali moškost (angleško masculinity) in je nekoliko podoben faktorju emocionalne stabilnosti po velikih pet. Tretji in peti faktor v pet-faktorski rešitvi skupaj opredeljujeta ravnino faktorjev vestnosti in intelekta, ampak z nekoliko drugačno rotacijsko orientacijo. Tako avtorji zaključijo, da je prostor, ki ga definira pet korejskih leksičnih faktorjev, zelo podoben prostoru, ki ga definira angleških velikih pet faktorjev .
Šesti faktor korejske študije označujejo pridevniki resničen, odkrit, vesten, pošten, skromen proti premeten, prekanjen, preračunljiv, hinavski, domišljav. Variable, ki definirajo šesti faktor, ki so ga avtorji poimenovali resnicoljubnost, so presentljivo zelo podobne tistim, ki so definirale peti faktor, ki sta ga Szirmak in De Raad  poimenovala integriteta .

#### Grška leksična študija
V grški leksični študiji so avtorji želeli preveriti univerzalnost velikih petih dimenzij osebnosti v primerjavi z alternativnimi modeli. Kot najbolj stabilni in ponovljivi sta se izkazali eno- in dvo-faktorski strukturi, kot relativno stabilna se je izkazala tudi šest-faktorska struktura, ki jo sestavljajo naslednji faktorji: negativna valenca / poštenost, sprejemljivost / pozitivni afekt, junaštvo (angleško prowess / heroism), introvertiranost / melanholija, umirjenost (angleško even tempered) in vestnost. Vendar pa avtorji opozarjajo, da je glede ponovljivosti težko razločevati med pet-, šest- in sedem-faktorskimi modeli. Prepričani so, da se bo izkazalo, da je en model bolj ponovljiv kot drugi, vendar pa tega na podlagi te študije ne morejo napovedati . 

### Poštenost kot šesti faktor osebnosti
Psiholeksične študije strukture osebnosti pogosto pokažejo zelo podobne rezultate v različnih jezikovnih in kulturnih skupinah (Ashton, Lee in Son, 2000). Različni avtorji pogosto najdejo konstrukt, znan kot velikih pet osebnostnih dimenzij, s faktorji ekstravertnosti, sprejemljivosti, vestnosti, čustvene stabilnosti in inteligentnosti/odprtosti. Kar je presenetljivo je to, da se je v izredno podobni obliki v večini študij kot šesti faktor in dodatek k velikim petim faktorjem osebnosti pokazal faktor, ki ga lahko definiramo z naslednjimi izrazi: resnicoljuben, odkrit, pošten, iskren in njihova nasprotja . Ashton in sodelavci (2000) so kot ime tega faktorja predlagali ime poštenost.
Jeziki, v katerih so našli faktor poštenosti, so naslednji: nemščina , italijanščina, madžarščina, korejščina in poljščina . Poleg tega se je ta faktor predhodno pojavil tudi v faktorskih analizah notranjih ocen angleških pridevnikov za opis osebnosti. Ashton in drugi (2000) navajajo, da je faktor poštenosti očitno edini faktor za opis osebnosti poleg velikih pet, ki pokaže tako izjemno medjezikovno ponovljivost.
Kar je tudi presenetljivo v zvezi s poštenostjo kot šestim faktorjem osebnosti je to, da se v nekaterih študijah pojavlja z jasnejšo faktorsko strukturo kot odprtost/intelekt, ki se pogosto pojavlja kot najšibkejši faktor velikih pet . Obstajajo pa tudi študije, kjer se je šesti faktor pokazal drugačen kot faktor poštenosti. Leta 2000 so Ashton, Lee in Son še trdili, da ne menijo, da bi morali faktor poštenosti dodati teoriji velikih pet. Leta 2001 sta Ashton in Lee svoje stališče očitno nekoliko spremenila, saj sta v svojem članku trdila, da bi faktor poštenosti lahko bil dodan k modelu velikih pet kot šesti faktor ). So pa v vsakem primeru želeli izpostaviti pomembnost poštenosti z opisi leksičnih študij, kjer se je poštenost pojavila kot peti faktor osebnosti, pred odprtostjo/inteligentnostjo. Trdili so, da čeprav imajo postavke faktorja poštenosti zmerna nasičenja na ostalih štirih ali petih faktorjih, vsebujejo tudi dovolj rezidualnih interkorelacij, da se poštenost lahko opredeli kot pomemben dodatni samostojni faktor.
Namen študije Ashtona in sodelavcev (2000) je bil raziskovanje značilnosti poštenosti kot šestega faktorja osebnosti v korejskem vzorcu z iskanjem korelacij med postavkami z obremenitvijo na faktorju poštenosti, ter z merami osebnostnih značilnosti, za katere bi lahko smiselno predvidevali pomembne (pozitivne ali negativne) zveze s poštenostjo. Kot take značilnosti so avtorji izbrali »makiavelianizem«, »primarno psihopatijo« - značilnosti, kot so površinski šarm, egocentričnost, patološko lažnivost, manipulacijo in pomanjkanje iskrenosti; »social adroitness«  – pripravljenost in sposobnost vplivanja na druge s posrednimi sredstvi kot sta manipulacija in laskanje; podlestvico moralnosti iz lestvice IPIP, in podlestvico sprejemljivosti iz lestvice NEO-PI-R.
Odkrili so, da se podatki, zbrani na korejskem vzorcu, dobro prilegajo pet-faktorskemu modelu osebnosti, podobnemu velikim petim, z dodatnim šestim faktorjem, ki so ga identificirali kot poštenost. Kot so predvidevali, so »makiavelianizem«, primarna psihopatija in »social adroitness« pomembno negativno korelirali s faktorjem poštenosti. »makiavelianizem« in primarna psihopatija (ne pa tudi »social adroitness«) sta imela tudi majhne negativne korelacije s sprejemljivostjo. Podlestvica moralnosti iz IPIP-a je imela visoko pozitivno korelacijo s poštenostjo, in majhno korelacijo s sprejemljivostjo. Kar je zanimivo je to, da je več konstruktov sprejemljivosti na vprašalniku NEO-PI-R skoraj enako visoko koreliralo s faktorjema poštenosti in sprejemljivosti.
Avtorji trdijo, da poštenost lahko obravnavamo kot faktor, ločen od modela velikih pet, ker se zdi, da sam vsebuje dovolj unikatne variance. Korelacije med faktorji velikih pet in poštenostjo pa prikazujejo tudi precejšnje prekrivanje s socialno zaželenimi aspekti teh dimenzij. Za to se zdi, da je avtorjeva odločitev za uporabo ortogonalne varimax rotacije nekoliko vprašljiva, saj so korelacije med leksičnimi faktorji velikih pet in faktorju poštenosti očitno visoke.
Avtorji sklepajo, da poštenost kot šesti faktor osebnosti predstavlja odpor proti pripravljenosti za izkoriščanje drugih. Opozorijo tudi na to, da bi lahko, ker so postavke na podlestvici sprejemljivosti na vprašalniku NEO-PI-R korelirale enako visoko z leksičnim faktorjem sprejemljivosti kot tudi s faktorjem poštenosti, vprašalnik uporabili za merjenje obeh konstruktov.
Leta 2001 sta Ashton in Lee nadaljevala z raziskovanjem odnosa med faktorjem poštenosti in velikimi petimi faktorji. Predstavila sta teoretični okvir za model velikih pet z dodanim faktorjem poštenosti, za smiselno razlago tako ustvarjene šest-faktorske strukture. Testirala sta prileganje pet- in šest-faktorskega modela istim podatkom, in odkrila sta, da se v prostoru pet-faktorskih rešitev šesti faktor poštenosti najde pri faktorju sprejemljivosti ter vestnosti ali emocionalne stabilnosti, glede na leksični pomen faktorja poštenosti. Vendar pa je lahko presenetljivo, da faktor poštenosti ni zelo povezan s faktorjem vestnosti, saj „vestnost“ izraža neko moralno zavedanje in s tem »poštenost«. Vendar pa se v večini jezikov tisti izrazi, ki označujejo leksično vestnost, označujejo vestnost, usmerjeno na naloge .
Znotraj šest-faktorske strukture osebnosti so faktorji ostali skoraj enaki kot pri pet-faktorskih rešitvah, kot na primer v francoski in korejski leksični študiji . Ko so dodali šesti faktor,  poštenost, le ta ni vplival na temeljno vsebino velikih pet faktorjev; le nekaj variance, ki se je prej povezovala z nekaterimi od petih faktorjev, se je povezovala s faktorjem poštenosti. Tudi v šest-faktorskem modelu se je faktor poštenosti povezoval s faktorjem sprejemljivosti, kot se je pokazalo v nemški, madžarski, francoski in korejski študiji . Poštenost je pokazala tudi pomembna sekundarna nasičenja na faktorju sprejemljivosti, zato bi na faktor poštenosti lahko gledali tudi kot na periferni element zelo širokega faktorja sprejemljivosti.

#### Kritika poštenosti kot šestega faktorja osebnosti
Saucier (2009, ) je podal kritiko šest-faktorske strukture osebnosti, kjer je šesti faktor poštenost, in bolj specifično, kritiko Ashtonu in Leeju (2001), na podlagi argumentov, ki bodo tukaj obravnavani skupaj z odgovorom Ashtona in Leeja (2002) na kritiko.
Saucier  trdi, da bi imelo priznavanje faktorja poštenosti za nujno posledico priznavanje mnogih drugih konstruktov kot glavnih faktorjev osebnosti (na primer religioznost, humor, narcisizem,…) . Vendar pa vključevanje poštenosti temelji na tem, da je ta faktor mogoče najti v mnogih leksičnih študijah različnih jezikov, in vključevanje faktorja poštenosti doda bistveno veliko k varianci prostora velikih pet. Saucier  je trdil, da se faktor poštenosti ni nikoli pojavil v šest-faktorski strukturi vzporedno z velikimi petimi dimenzijami osebnosti, kar pa enostavno ni res, saj se je v angleški, nemški in madžarski študiji pojavila poštenost kot faktor, vzporedno z velikimi petimi dimenzijami osebnosti . Saucier  je sam predlagal sedem-faktorsko strukturo osebnosti kot alternativo velikim petim faktorjem na podlagi primerjave hebrejske in filipinske nestandardne leksične študije . Po Ashtonu in Leeju (2002) ta struktura osebnosti ni najboljša, saj vključuje besede, ki ne morejo dobro opisati normalne osebnostne strukture, čeprav faktor negativne valence lahko vsebuje nekaj variance faktorja poštenosti .
Saucier  pravi, da se šest-faktorska struktura osebnosti ni dovolj velikokrat potrdila med različnimi jeziki, in tako ne zadosti kriteriju univerzalne ponovljivosti , vendar je tukaj njegov kriterij verjetno nekoliko preveč strog, saj se je šest-faktorska struktura osebnosti s poštenostjo kot šestim faktorjem pokazala v približno 70 odstotkih študij, izvedenih na podlagi standardne leksične metode ; to se ni izkazalo pri češki  in angleški študiji . A tudi model velikih pet se ni izkazal za univerzalno ponovljivega. Težave predstavlja faktor odprtost / inteligentnost; na primer pri madžarski in italijanski študiji . Tako vemo, da se več kot štiri-faktorska struktura osebnosti ne potrdi pri vseh jezikih, kjer je bila opravljena standardna leksična študija, saj se vsi faktorji ne ponovijo pri vseh jezikih, ker se pomembnost različnih dimenzij ali faktorjev razlikuje v različnih jezikih zaradi različne zastopanosti besed v slovarjih, ki spadajo k nekemu faktorju . Torej, če ne sprejmemo šest-faktorske strukture osebnosti, prav tako ne moremo sprejeti pet-faktorske strukture, saj se obe potrdita v približno enakem odstotku standardnih leksičnih študij v različnih jezikih.
Glavna kritika Saucierja  je, da faktor poštenosti ni zadostno neodvisen od velikih petih faktorjev, da bi lahko tvoril šesti glavni faktor osebnosti, in da sta Ashton in Lee (2001) v svoj šest-faktorski model vključila pravokotno in poševnokotno rotirane faktorje skupaj . Ashton in Lee  se v svojem odgovoru na Saucierjevo kritiko strinjata, da faktorji niso popolnoma ortogonalni in da je bolje da so ortogonalni kot poševni, vendar pa so vsaj nekateri vidiki faktorja poštenosti skoraj neodvisni od velikih pet. Tako sta na voljo dve možnosti, in sicer lahko faktor poštenosti sprejmemo in s tem tudi nekaj dodatnega oddaljevanja od ideala popolne ortogonalnosti, ali pa faktor poštenosti zavrnemo in s tem ignoriramo velik in velikokrat ponovljiv faktor, ki bo najbrž imel veliko napovedno veljavnost in veliko teoretično pomembnost k razlagi narave faktorske strukture osebnosti.

### Negativna valenca kot šesti faktor osebnosti
Namesto faktorja poštenosti je Saucier podpiral zamisel o negativni valenci kot faktorju osebnosti . Trdil je, da Ashton in Lee ,  z negativnim polom poštenosti, socialno deviantnost in negativne pole osebnostnih dimenzij spremenita zgolj v nepoštenost, neiskrenost, ali – kot sta faktor definirala Ashton in Lee, v nagnjenost k izkoriščanju drugih.
Saucier  opozori na to, da obstajajo seveda drugačni načini socialne deviantnosti kot le to, kar lahko pripišemo nizki poštenosti. Zato se je Saucier zavzemal za negativno valenco kot šesti faktor osebnosti. Interpretacije negativne valence so lahko različne, Saucier pa je predlagal, da faktor negativne valence predstavlja opisno osebnostno dimenzijo socialne deviantnosti, ki obsega ožje facete psihopatije, psihoze, demence, mentalne retardacije in marginalizacije. S tem predlaga tudi, da individualne razlike na tej dimenziji predstavljajo nezmožnost ali nevoljnost konformirati s socialnimi normami, kar nakazuje na potrebo po zdravljenju ali institucionalizaciji .
V svojem odgovoru na Saucierjevo kritiko poštenosti kot šestega faktorja, Ashton in Lee  govorita o težavah glede negativne valence kot faktorja osebnosti. Namreč trdijo, da primarno vrednostne besede ne opisujejo nobene pomembne dimenzije variacije normalne osebnosti in zato vključevanje le-teh v leksične študije osebnosti ne pripomore ničesar k razumevanju strukture osebnosti. Večina facet negativne valence ne predstavlja dimenzij variabilnosti normalne osebnosti – torej ne pokažejo kontinuirane distribucije skozi populacijo, vključuje pa tudi patologije. Po Ashtonu in Leeju (2002) je vključitev takšnih izrazov nasprotujoča logiki leksičnih študij osebnostne strukture. Ashton in Lee  nasprotujeta tako koherentnosti tega faktorja kot tudi relevantnosti le-tega za opis osebnostne strukture: Predlagani vidiki socialne deviantnosti najbrž ne bi pokazali bistvenih pozitivnih notranjih korelacij oziroma si ti vidiki niso dovolj podobni, da bi lahko tvorili dimenzijo osebnosti – izrazi, ki opisujejo ta faktor so na primer slep, zloben, nor, senilen,…. Kot lahko vidimo pri faktorju poštenosti ali kateremu koli faktorju velikih pet, imajo vsi faktorji močne pozitivne ocene podobnosti med facetami faktorja (kar za faktor negativne valence ne drži najbolj). Pri velikih petih faktorjih in faktorju poštenosti  lahko ljudi umestimo na os, ki predstavlja faktor, od ekstremno nizkega rezultata do ekstremno visokega. V nasprotju s tem večina predlaganih facet socialne deviantnosti niso dimenzije ali kontinuumi variabilnosti normalne osebnosti .
Ashton in Lee  trdita, da je pri leksičnih študijah osebnosti pomembno najti glavne dimenzije variabilnosti normalne osebnosti, zato je iz teh študij potrebno izključiti besede, ki ne opisujejo normalne osebnosti. Takšne besede so tiste, ki opisujejo patološka stanja (na primer nor, senilen, zaostal, saj ne prikažejo variabilnosti normalne osebnosti; besede, ki pomenijo kakršne koli vrednostne sodbe (na primer grozen, »dober za nič«, saj ne opisujejo nobenega specifičnega vzorca vedenja; besede, ki se nanašajo na fizični izgled ter druge besede, kot je na primer slep (angleško blind), brezdomen (angleško homeless),saj ne opisujejo osebnosti .  

## Zaključek
Fraboni, Goffin, Jackson in Paunonen (1996) opozarjajo na to, da se iz faktorske analize dobi to, kar se v njo vstavi . Če se v njo vstavi homogene klastre spremenljivk, ki ustrezajo modelu velikih pet, ni najbolj presenetljivo, da najdeni faktorji ustrezajo istemu modelu. Ampak to, da se v faktorski analizi pokaže model velikih pet še ne pomeni, da se pokaže šest ali celo sedem faktorjev. Kar potrebujemo za iskanje dodatnih faktorjev, so heterogeni in enako veliki klastri spremenljivk, ki definirajo teoretsko različne dimenzije osebnosti. Vključiti moramo pomembne spremeljivke z nasičenji na drugih faktorjih, kot na tistih, ki sestavljajo velikih pet. To včasih predstavlja problem, saj avtorji za raziskovanje uporabljajo osebnostne vprašalnike, ki temeljijo prav na modelu velikih pet, medtem ko se drugi ne strinjajo o tem, če je pomembno (ali dovoljeno) vključiti tudi primarno vrednostne besede, ali besede, ki neposredno ne opisujejo osebnostnih lastnosti, z njimi pa morda korelirajo, kot na primer besede fizične privlačnosti (npr. Saucier, 2002; Ashton in Lee, , .
Obstajajo pa tudi drugi problemi, na primer glede rotacij v faktorski analizi . Na splošno se pravokotne rotacije štejejo kot boljše, saj naj bi zagotavljale nekorelirane faktorje, kar na primer omogoča predstavljanje osebnostnega profila v grafičnem prostoru. Je pa tudi smiselno, da faktorji najvišjega nivoja med seboj ne bi korelirali, in zato se nekoreliranost faktorjev šteje kot kazalec njihove primarnosti. Zato bi za velikih pet bilo smiselno uporabljati ortogonalno rotacijo, kjer bi seveda pričakovali, da faktorji med seboj ne bi korelirali, saj naj bi predstavljali osebnostne dimenzije najvišjega reda. V resnici se pa faktorji velikih pet po navadi med seboj povezujejo, in se navadno vsaj nekateri izmed njih povezujejo tudi s šestim faktorjem, če ga dodamo v model. Zaradi tega se nekateri avtorji odločajo za ortogonalni model petih faktorjev, in potem dodajo še šesti faktor s poševnokotno rotacijo (npr. Ashton in Lee, 2001 ). Posledično nekateri drugi avtorji dvomijo v veljavnost ali faktorsko čistost takega modela (npr. Saucier, 2002 ). Včasih smo prisiljeni ublažiti zahtevo po popolni ortogonalnosti za boljše prileganje modela. Ostane vprašanje, ali je to statistično in metodološko upravičeno.
Obstajajo pa tudi težave v zvezi s samoocenjevalno metodologijo v ocenjevanju prileganja leksičnih modelov. V nekaterih primerih dobimo faktorje, ki jih je na videz enostavno interpretirati, a se v podrobnejši analizi pokažejo za nekaj popolnoma drugega, kot smo najprej mislili. Ti faktorji lahko predstavljajo artifakte odzivnih stilov ali pristranskosti udeležencev. Primer takega faktorja bi lahko bil faktor negativne valence (npr. Saucier, 2002 ). Ashton in Lee  razpravljata o možnih razlogih za to, da imata nizka poštenost in sprejemljivost visoke nasičenosti na istem faktorju negativne valence. Trdijo, da so izrazi, kot so »nepošten« (nizka poštenost) in »krut« (nizka sprejemljivost), zelo nezaželeni, in predstavljajo značilnosti, za katere bi večina ljudi na samoocenjevalni lestvici izbrala zelo nizko vrednost (ti so t. i. »low base rate«-značilnosti). Zato je verjetno, da visoke samoocene na teh postavkah le delno predstavljajo individualne razlike v »nepoštenosti« in »krutosti«, ampak je bolj verjetno, da variabilnost na odgovorih na te postavke v bistvu predstavlja različne nagnjenosti v odgovarjanju na »low base rate«-postavke. Odgovori na socialno zelo nezaželene postavke lahko visoko korelirajo z odgovori na popolnoma negativno vrednotene postavke zaradi deljene variance, ki nastane zaradi nizke zaželenosti in nizke frekvence pozitivnih odgovorov. Tako je faktor negativne valence lahko preprosto artefakt majhnega števila posameznikov s pomembno različnim stilom odgovarjanja od ostalega vzorca . Tako je debata o poštenosti proti negativni valenci kot šestemu faktorju osebnosti lahko le artefakt metodologije samoocenjevalnih odgovorov. In če je tako, koliko drugih modelov ali teorij ima isti problem?
Poleg tega pa obstaja tudi razprava o tem, ali obstajajo osebnostne značilnosti višjega reda kot so velikih pet, na primer »velika dva«, ali »G-faktor osebnosti«. Ashton, Lee, Goldberg in de Vries (2009) razpravljajo o problematiki takih modelov. Namreč, če uporabljamo samoocenjevalne mere, faktorji velikih pet navadno med seboj korelirajo. Smer in velikost teh korelacij ostaja relativno konsistentna v različnih vzorcih in v podatkih, pridobljenih z različnimi vprašalniki . Nekateri avtorji predpostavljajo, da bi obstoj enega ali dveh faktorjev višjega reda razložil te korelacije, na primer faktor »alfa«, ki vsebuje pozitivne korelacije med sprejemljivostjo, vestnostjo in emocialno stabilnostjo, in faktor »beta«, ki pa predstavlja pozitivne korelacije med odprtostjo in ekstravertnostjo .  Ashton in drugi (2009) pa trdijo, da sta alfa in beta faktor presenetljivo podobna dvema obsežnima faktorjema pristranskosti samoevalvacije . »Moralistična« pristranskost namreč predstavlja nagnjenost k precenjevanju posameznikovega občutka dolžnosti (angleško dutifulness) in sodelovalnost, med tem ko »egoistična« pristranost predstavlja nagnjenost k precenjevanju posameznikovega socialnega in intelektualnega statusa. Tako obstaja možnost, da so korelacije med faktorji velikih pet odraz udeleženčeve moralistične ali egoistične pristranskosti. Vendar pa Ashton in drugi (2009) ponujajo tudi tretjo razlago: Če vsaka lestvica velikih pet vključuje spremenljivke iste valence enega ali več faktorjev, bodo te lestvice pozitivno korelirale tudi brez faktorjev višjega reda . Rezultati njihove raziskave so to razlago podprli. V tem primeru bi več-faktorski modeli (vključujoč modele s šestimi faktorji) lahko predstavili rešitev za korelacije med faktorji velikih pet.
Številni avtorji (npr. Paunonen in Jackson, 2000) opozorijo na pomembnost upoštevanja statističnih kriterijev, kar se tiče definiranja osebnostnih dimenzij . Eden od problemov je to, da je v psihologiji pomembnost rezultatov ali na primer faktorskih vrednosti določena z uporabo arbitrarno definiranih mejnih vrednosti. Posledično različni avtorji dobijo različne rezultate iz istih podatkov tako, da enostavno definirajo različne mejne točke pomembnosti glede na to, ali želijo biti liberalni ali konzervativni. To vodi do številnih korekcijskih študij, kjer raziskovalci ponovno ocenijo podatke drug drugega in dobijo različne rezultate ter citirajo različne metodološke članke glede tega, katera arbitrarna mejna točka pomembnosti je »manj arbitrarna« kakor katera druga. Izpostavlja pa tudi potrebo po kritičnosti raziskovalcev (in bralcev) pri sprejemanju sklepov o ustreznosti različnih teorij, in pomembnost upoštevanja praktičnega pomena osebnostnih dejavnikov, in ne le, ali so v skladu z dimenzijami priljubljenih osebnostnih teorij, pa naj gre za teorijo s petimi, šestimi ali n dimenziji. Koristnost osebnostne dimenzije ni odvisna le od njene faktorske moči, ampak tudi od njene uporabnosti kot osebnostne spremenljivke, v opisovanju dejanskega vedenja ali izkustva ljudi, s prediktivno močjo psiholoških funkcij in vedenja . Čeprav je ustvarjanje parsimoničnih in faktorsko čistih struktur zanimivo iz vidika univerzalnosti, osebnostni modeli ustvarjeni le z vidika njihove faktorske čistosti ne upoštevajo nekaterih vidikov vedenja in osebnosti, ki so pa lahko prav tako pomembni in zanimivi. Primer takega faktorja je t. i. »moškost« v nasprotju z »ženstvenostjo«, ki predstavlja dimenzijo z občutno vsakdanjo pomembnostjo, a za katere v vsakdanjem jeziku ne obstaja veliko sinonimnih ali analognih izrazov. Mogoče je vprašanje dodajanja pomembnih faktorjev razlog za dialog med Ashtonom in Leejem (2001, 2002) na eni strani in Saucierjem  na drugi strani, o negativni valenci ali poštenosti kot šestim faktorjem. Poštenost zagotavlja bolj podroben opis o človeškem vedenju z relativno nevtralno valenco, faktor negativne valence pa predstavlja relativno visoko strukturo socialno deviantnih pojavov. Oba faktorja sta koristna, samo da opisujeta različne stvari. To tudi opozarja na dejstvo, da pri nekaterih ravneh vedenja model velikih pet enostavno ne vključuje celotne domene človekove osebnosti, ter poudarja pomen nadaljnjega raziskovanja alternativnih modelov.
Glede na obstoj široke razprave o variaciji, povzročeni zaradi samoocenjevalnih metod ali pristranskosti ocenjevalca, z upoštevanjem dejstva, da kulturni pojavi nekoliko vplivajo na strukturo velikih pet v različnih okoljih brez da bi spremenili njegovo celotno strukturo, dvomimo, če občasno odkrivanje štiri- in šest-faktorske strukture osebnosti resnično izpodbija, ali prav podpira veljavnost in zanesljivost velikih pet. Model velikih pet naj bi bil zanimiv prav zaradi svoje robustnosti. Namen raziskovalcev, ki aktivno prispevajo k modelu velikih pet ni zavračati obstoj drugih pomembnih osebnostnih modelov. Dejstvo, da se za šest-faktorske modele zdi, da se nekoliko razlikujejo v različnih študijah in v različnih kulturah, lahko interpretiramo kot nekakšen prikaz veljavnosti pet-faktorskega modela, za katerega se zdi, da je nekoliko bolj medkulturno stabilen. Stalen pojav šestih faktorjev različnih vrst je mogoče razumeti le kot nekaj variacije, ki jo tipičnih pet faktorjev prikaže v drugačnih pogojih. V tem primeru bi bilo smiselno biti navdušen nad dejstvom, da se pri leksičnih študijah osebnosti navadno pojavljajo modeli s spodnjim številom dveh faktorjev , in kjer število faktorjev le redko doseže osem. Predvsem pa je pomembno to, da ti faktorji skoraj vedno prikazujejo zelo podobne lastnosti. S tem pa ne nameravam trditi, da se ne bi bilo pomembno vključiti v aktivno iskanje alternativ vseprisotnemu modelu velikih pet. Tudi če priznamo, da model velikih pet predstavlja znaten delež variance v osebnostnih potezah nižje ravni, smo prepričani, da obstajajo tudi drugi faktorji (in modeli) enake pomembnosti.

## Leksične študije in HEXACO model
Leksične študije so postavile temelj že pet-faktorskem modelu. Ko so se študije razširile tudi na ostale ne-angleško govoreče države, pa so se pričele pojavljati nove ugotovitve. Prednost leksičnih študij je predvsem ta, da ni prisotne subjektivnosti v povezavi z izborom spremenljivk, saj mora leksični raziskovalec le identificirati skupino sorodnih domačih izrazov, navadno pridevnikov (Ashton idr., 2006).
Kot že omenjeno,  je bil leksični pristop najprej uporabljen na angleškem jeziku, pri čemer so pridobili samoocene in ocene drugih na določenih skupinah pridevnikov, ter jih razvrstili dimenzije osebnosti (Ashton idr., 2006). Večina raziskovalcev je v poznih 90ih letih prišla do zaključka, da osebnost najlažje opišemo s petimi širokimi in med seboj večinoma neodvisnimi dimenzijami, znanimi kot Velikih pet faktorjev osebnosti (Ashton in Lee, 2007).
V zadnjih letih pa se je pojavilo dovolj dokazov za obstoj nove, alternativne reprezentacije osebnostne strukture, ki so jo poimenovali HEXACO model osebnosti (Ashton in Lee, 2007). V leksičnih raziskavah, ki so vodile do oblikovanja novega modela osebnosti, so strokovnjaki uporabili enake strategije izbiranja spremenljivk in njihovega merjenja kot pri postopku izdelave modela Velikih pet. Pri HEXACO modelu torej ne gre zgolj za razširitev definicije osebnosti, temveč zanj obstajajo jasni dokazi (Ashton in Lee, 2007). Te ugotovitve so potrdile študije v mnogih državah, kot so Nizozemska, Nemčija, Francija, Madžarska, Italija, Koreja, Poljska. Sledile so tudi države, ki so naredile revizijo svojih arhiviranih podatkov in prišli prav tako do ugotovitev šest-faktorskega modela (Hrvati, Grki, Turki, Filipinci,…) (Ashton in Lee, 2007). Dodana dimenzija je bila tako iskrenost-ponižnost (Ashton idr., 2006).
Glede na leksične študije v Italiji, Nizozemski in Veliki Britaniji se je izkazalo, da so izbrani pridevniki dobro reprezentirali lestvice HEXACO. Posebej študija v Italiji velja kot prototip medjezikovne študije, na katerem je šest-faktorski model utemeljen (Ashton idr., 2006). Primerjava treh različnih leksičnih študij omogoča ugotovitev, da v modelu obstajajo štirje faktorji, ki so opredeljeni širše (X, A, C, E), saj so pokazali tudi višje konvergentne korelacije med pridevniškimi pokazatelji in HEXACO-PI lestvicami. Faktorja O in H pa sta pokazala šibkejše korelacije, vendar še vedno zadovoljive (Ashton idr., 2006). Ugotovljena je bila tudi razlika med faktorjem odprtost pri pet-faktorskem modelu in pri HEXACO modelu. Faktor odprtost pri HEXACO  modelu namreč vključuje še pridevnike vezane na domišljijo, kot so umetniški, kreativen, ironičen, iznajdljiv, originalen, filozofski, duhovit nasproti konzervativen, konvencionalen, pokoren, ozkogleden, nedomiseln.
Zanimivo je tudi, da se v vseh treh leksičnih študijah pojavi iskrenost-ponižnost kot šesti faktor in visoko korelira z vsemi štirimi facetami: odkritost, poštenost, nepohlepnost in skromnost (Ashton idr., 2006). Za nas posebej zanimive rezultate pa je pokazala tudi hrvaška študija (Mlačič in Ostendorf, 2005; v: Ashton idr., 2006). Odkrili so namreč novo varianto šest-faktorskega modela. Poseben je faktor sprejemljivosti, ki ga na spodnji ravni predstavljajo vzkipljivost, trmavost, razdražljivost in zoprnost. Prav tako odstopa emocionalnost, na spodnji ravni sta neemocionalnost in neobčutljivost. Faktor iskrenost/ponižnost pa je opredeljen s pridevniki hipokritski, pohlepen, nečimrn in izdajalski na spodnjem polu. Na nek način hrvaška študija potrjuje ostale leksične študije, ki so potrdile šest-faktorski model. Tudi v tej študiji so namreč lastnost radodarnost pripisali dimenziji iskrenost/poštenost, namesto dimenziji sprejemljivosti (Mlačič in Ostendorf, 2005; Ashton idr., 2004; v: Ashton idr., 2006).
HEXACO model je potrdila tudi leksična študija v Turčiji (Wasti idr., 2008). V študiji opredeljujejo HEXACO model kot boljši od modela velikih pet, saj naj bi dodatna os, pojasnila več variance. Prav tako menijo, da glede na konsistentnost rezultatov v različnih državah, napeljuje k temu, da se HEXACO model posploši.

## HEXACO, Velikih pet ali višji faktorji osebnosti?
Ob vseh možnih modelih osebnosti se tako vprašamo, kateri je tisti, ki najbolj ustreza pojasnjevanju osebnostnega profila posameznika. Do nedavnega je bil najbolj razširjen predvsem model Velikih pet, vendar so študije v zadnjih letih odkrile tudi šest- dimenzionalni model HEXACO (Ashton idr., 2009). Splošna predpostavka osebnostnih dimenzij znotraj modelov je navadno ta, da te dimenzije med seboj ne oz. nizko korelirajo, torej so med seboj čim bolj neodvisne. Pri modelu Velikih pet pa so se pojavile dokaj visoke korelacije med dimenzijami emocionalne stabilnosti, vestnosti in sprejemljivosti, prav tako pa tudi med odprtostjo za izkušnje in ekstravertnostjo (Digman, 1997; v: Ashton idr., 2009). Zaradi tovrstnih korelacij, je Digman (1997; v: Ashton idr., 2009) predvideval, da obstajata dva višja faktorja, Alfa in Beta. Alfa faktor naj pri predstavljal bolj tendenco k socializaciji (emocionalna stabilnost, vestnost in sprejemljivost), medtem ko naj bi Beta predstavljal dimenzijo samoaktualizacije (ekstravertnost, odprtost za izkušnje). Podobno sta dva faktorja opredelila tudi John in Paulus (1998; v: Ashton idr., 2009).
Modele so v raziskavi preizkusili Ashton idr. (2009), pri tem so primerjali tudi 12 facet HEXACO dimenzij. H faktor je obsegal facete 'sincerity' (odkritost), 'greed avoidance' (nepohlepnost); A faktor je obsegal 'flexibility' (fleksibilnost), 'patiance' (potrpežljivost) in prav tako 'greed avoidance'; E faktor je obsegal 'dependence' (odvisnost), 'sentimentality' (sentimentalnost); C faktor je obsegal 'organization' (organizacija), 'perfectionizem' (perfekcionizem); X faktor je obsegal 'social boldness' (socialni pogum), 'liveliness' (živahnost) in O faktor je obsegal 'inquisitiveness' (radovednost), 'unconventionality' (nekonvencionalnost). Ugotovili so, da so korelacije med posameznimi facetami stabilne in nizke med različnimi faktorji. HEXACO model tako omogoča ugotovitve, zaradi katerih lahko podvomimo v obstoj le dveh osebnostnih dimenzij, saj naj bi bil mešani model boljši od tistega, ki opredeljuje višje faktorje. Boljši je predvsem v pojasnjevanju odnosov med osebnostnimi potezami, medtem ko ne smemo trditi, da so višji faktorji neuporabni. Za določena področja osebnosti, omogočajo zadostno interpretacijo posameznikovega osebnostnega profila (Ashton idr., 2009).

## Prednosti HEXACO modela
HEXACO model temelji na prej omenjenih leksičnih študijah. Primarna prednost dotičnega modela je tako predvsem ta, da so te študije potekale v različnih državah in so ugotovitve tako medkulturno dobro podprte. Prav tako tovrsten model vključuje tudi skupine izrazov, kot so simpatičnost, mehkosrčnost, radodarnost in razne karakteristike družabnosti, ki pred tem niso bili vključeni v ostale študije. Predvsem simpatičnost se je pokazala kot nestabilna lastnost, saj v nekaterih študijah pripade dimenziji sprejemljivosti, v drugih iskrenosti in ostalih kot lastnost emocionalnosti (Ashton in Lee, 2007). Izrazi, na katerih HEXACO model temelji so predvsem kulturno domači in reprezentativni za področje osebnosti. Vse skupaj omogoča predvsem teoretično interpretabilnost, saj je lahko interpretiran tudi v okviru teoretične biologije (Ashton, Lee in Paunonen, 2002; v: Ashton in Lee, 2007). Interpretacije pa lahko pojasnijo tudi nekaj pomembnih osebnostnih fenomenov, ki jih predhodno ni bilo mogoče pojasniti. Pomembna prednost modela pa je tudi ta, da ima dobro prediktivno moč (Ashton in Lee, 2007).
HEXACO model obsega predvsem dva koncepta fenomenov. Z dimenzijami kot so iskrenost-ponižnost, sprejemljivost in emocionalnost namreč lahko pojasnimo predvsem biološko in recipročno vrsto altruizma. Ekstravertnost, vestnost in odprtost za izkušnje pa bolj opisujejo investicijo v nekaj oz. pripravljenost vložiti trud (Ashton in Lee, 2007). 
Predvsem dimenzija iskrenost-ponižnost naj bi predstavljala aspekt recipročnega altruizma. Gre za to, da je oseba, ki ima visoko izraženo to dimenzijo poštena, pravična v odnosu do drugih, pripravljena sodelovati z drugimi, tudi če nekdo trpi izrabljanje. Takšne osebe so manj nagnjene k pridobivanju osebne koristi na račun drugih. Visoko izražena dimenzija sprejemljivost pa je medtem povezana z večjo verjetnostjo osebnih pridobitev, na račun vzajemnega sodelovanja in s povečanim tveganjem izkoriščanja s strani drugih. Emocionalnost pa je vezana predvsem na biološki altruizem, ki vključuje empatično skrb in emocionalno navezanost na tiste, ki so bližnji. Povezuje se z izogibanjem oškodovanju in vedenji, ki se navezujejo na iskanje pomoči (v smislu investicije v navezo, sorodstvo). Visoka emocionalnost je tako vezana na povečano verjetnost osebnega in sorodstvenega preživetja (Ashton in Lee, 2007).
Ekstravertnost pa se navezuje predvsem na obveznosti v socialnih prizadevanjih (socializacija, vodenje, zabavanje), medtem ko se vestnost nanaša na nalogo vezana prizadevanja (delo, načrtovanje, organizacija). Zadnja dimenzija odprtost za izkušnje pa na ideje vezano prizadevanje (učenje, domišljanje, razmišljanje). Če je izražena katerakoli od teh treh dimenzij, to poveča možnosti za osebno pridobitev (npr. visoka ekstravertnost rezultira v pridobitvah prijateljstev, kolegov; vestnost v pridobitvah materialne/ekonomske narave in zdravja; odprtost pa v socialnih in materialnih pridobitvah) (Ashton in Lee, 2007).
Naslednja prednost HEXACO modela je ta, da dobro pojasnjuje razlike med spoloma v osebnosti, še posebno v raznolikih potezah kot je emocionalnost (Ashton, Lee in Goldberg, 2004; v: Ashton in Lee, 2007). Višje izražena emocionalnost je navadno značilna za ženske. Hkrati se je emocionalnost v različnih državah izkazala kot najbolj konsistentna razlika med spoloma.
Praktična prednost HEXACO modela pa je predvsem ta, da z vključitvijo šestega faktorja omogoča boljšo interpretabilnost posameznikovega osebnostnega profila. Pri tem tudi boljše predvideva določene spremenljivke, ki imajo praktično vrednost. Tako so, na primer, pri delovni delikventnosti višje korelacije s HEXACO-PI, kot z NEO-FFI. Faktorja poštenost-ponižnost in emocionalnost pa poleg tega dobro napovedujeta tudi vedenja, kot so: spolna delikventnost, neposrednost, iskrenost, skromnost, manipulativnost, egoizem, zapeljevanje, tvegano vedenje ... (Ashton in Lee, 2007). Visoke korelacije pa se pojavljajo tudi pri pojasnjevanju psihopatije, makiavelizma in narcisizma ('dark triad') (Ashton in Lee, 2007).

## Omejitve HEXACO modela
Model pa ima tudi določene omejitve. V prvi vrsti gre za dimenzionalno taksonomijo osebnosti, ki izhaja iz leksičnih študij, kar pomeni, da so pomankljiovsti modela podobne kot pri ostalih dimenzionalnih pristopih (npr. Velikih pet). Najpomembnejša omejitev je predvsem to, da dimenzionalne teorije osebnosti pogosto temeljijo na faktorski analizi, ki na žalost vedno ne zagotavlja ponovljivih rezultatov. Faktorji, ki jih dobimo s faktorsko analizo se tako lahko razlikujejo od vzroca odvisno od tega kako raziskovalec organizira meritve ter katere spremenljivke so vključene v analizo (Lee, Ogunfowora in Ashton, 2005).
De Raad in sodelavci (2010) trdijo, da so med kulturami popolnoma ponovljive (se pojavijo v vseh analizah) le tri osebnostne dimenzije. Pri analizah, ki presegajo tri dimenzije postanejo faktorska nasičenja nezanesljiva, zato bi morali biti pazljivi pri trditvah, da je HEXACO model univerzalen znotraj različnih kultur, posebej zato, ker v mnogih jezikih in kulturah tovrstne raziskave osebnosti še niso bile izvedene. 
Potrebno pa je poudariti tudi to, da faktor poštenost–ponižnost ni vedno konsistentno ponovljiv.  Nekatere raziskave  so ugotovile nekonsistentnost tega faktorja (Becker, 1999), druge pa so identificirale več kot šest faktorjev (npr. Thalmayer, Saucier in Eigenhuis, 2011). Ta kritika pa ni osredotočena le na HEXACO model osebnosti, temveč zadeva tudi Velikih petih, saj se razprave o petem faktorju (odprtost) ter številu kulturno posplošljivih faktorjev nanašajo tudi nanj in ostale dimenzionalne pristope k osebnosti. 